# Oberfelden
Oberfelden ist ein Gemeindeteil des Marktes Colmberg im Landkreis Ansbach (Mittelfranken, Bayern). Die Gemarkung Oberfelden hat eine Fläche von 4,554 km². Sie ist in 260 Flurstücke aufgeteilt, die eine durchschnittliche Fläche von 17.514,19 m² haben. In ihr liegt neben dem namensgebenden Ort der Gemeindeteil Unterfelden.

## Geografie
Das Dorf liegt an der Altmühl, südöstlich davon mündet der Fischbach als linker Zufluss in die Altmühl. Im Norden liegt das Flurgebiet Brühl, 0,5 km westlich die Wellhofhöhe, 0,75 km östlich das Buchfeld, 1,5 km westlich im Heiligenholz erhebt sich der Eichelberg (514 m ü. NHN). Zwei Gemeindeverbindungsstraßen führen zur Staatsstraße 2245 (0,5 km nordöstlich bzw. 0,6 km südöstlich), eine weitere Gemeindeverbindungsstraße führt zur Staatsstraße 2250 (0,7 km südlich).

## Geschichte

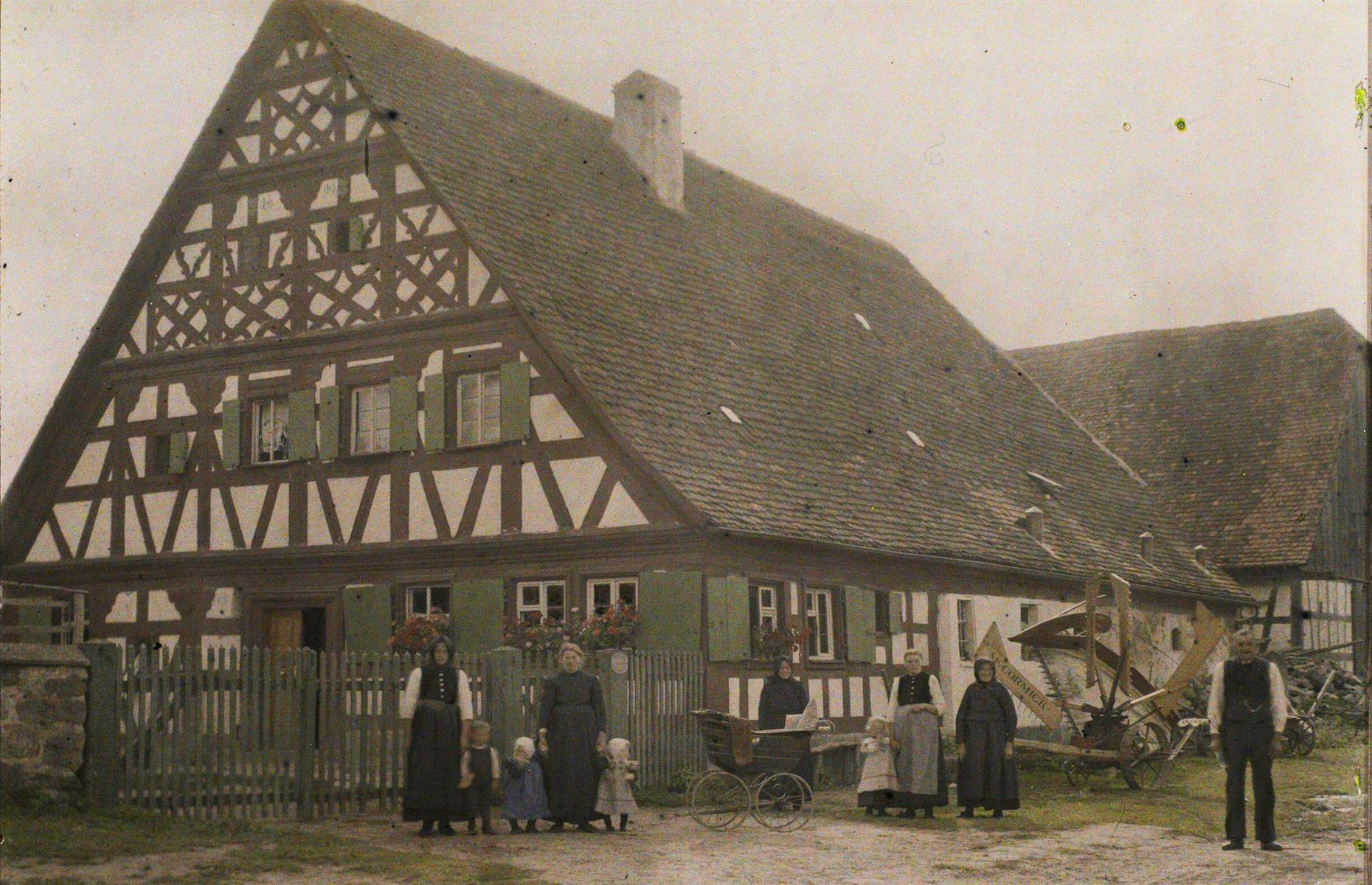
Bauernhaus in Oberfelden im Jahr 1912

Im 16-Punkte-Bericht des brandenburg-ansbachischen Oberamts Colmberg von 1608 wurden für Oberfelden 16 Mannschaften verzeichnet: 2 Anwesen unterstanden dem Kastenamt Colmberg, 2 Anwesen dem Bürgermeister und Rat zu Ansbach, 2 Anwesen der Pfarrei Binzwangen, 1 Anwesen den Herren von Seckendorff zu Bechhofen, 1 Anwesen einem Heßberg zu Brunn und 7 Anwesen einem Balthasar von Seckendorff. Das Hochgericht übte das Vogtamt Colmberg aus. Im 16-Punkte-Bericht des Oberamts Colmberg von 1681 wurden für Oberfelden weiterhin 15 Mannschaften verzeichnet: 2 Anwesen unterstanden dem Kastenamt Colmberg, 2 Anwesen dem Bürgermeister und Rat Ansbach, 2 Anwesen der Pfarrei Binzwangen und 9 Anwesen dem Juliusspital Würzburg. Außerdem gab es eine Schmiede, ein Hirtenhaus und den Hutwasen, die allesamt kommunal genutzt wurden.
Gegen Ende des 18. Jahrhunderts gab es in Oberfelden 16 Anwesen. Das Hochgericht und die Dorf- und Gemeindeherrschaft übte das Vogtamt Colmberg aus. Grundherren waren das Fürstentum Ansbach (Kastenamt Colmberg: 2 Halbhöfe, 1 Köblergut; Ansbacher Rat: 1 Halbhof, 1 Köblergut), das Verwalteramt Burgbernheim des Juliusspitals Würzburg (1 Dreiviertelhof, 3 Halbhöfe, 5 Köblergüter, 1 Zehntscheune) und das eichstättische Vogtamt Aurach (2 Köblergüter). Neben den Anwesen gab es noch kommunale Gebäude (Schmiede, Hirtenhaus, Brechhaus).
Von 1797 bis 1808 unterstand der Ort dem Justizamt Leutershausen und Kammeramt Colmberg.
Im Jahre 1806 kam Oberfelden an das Königreich Bayern. Im Rahmen des Gemeindeedikts wurde Oberfelden dem 1808 gebildeten Steuerdistrikt Colmberg und der 1810 gegründeten Ruralgemeinde Colmberg zugeordnet. Mit dem Zweiten Gemeindeedikt (1818) entstand die Ruralgemeinde Oberfelden, zu der Unterfelden gehörte. Die Gemeinde war in Verwaltung und Gerichtsbarkeit dem Landgericht Leutershausen zugeordnet und in der Finanzverwaltung dem Rentamt Colmberg. Von 1862 bis 1879 gehörte Oberfelden zum Bezirksamt Ansbach, ab 1880 zum Bezirksamt Rothenburg ob der Tauber (1939 in Landkreis Rothenburg ob der Tauber umbenannt). Die Gerichtsbarkeit blieb beim Landgericht Leutershausen, von 1880 bis 1973 war das Amtsgericht Rothenburg ob der Tauber zuständig, das 1973 zu einer Zweigstelle des Amtsgerichts Ansbach wurde. Die Finanzverwaltung wurde 1880 vom Rentamt Rothenburg ob der Tauber (1919 in Finanzamt Rothenburg ob der Tauber umbenannt) übernommen, das seit 1973 zu einer Zweigstelle des Finanzamts Ansbach wurde. Die Gemeinde hatte 1964 eine Gebietsfläche von 4,641 km².
Im Zuge der Gebietsreform in Bayern wurde die Gemeinde am 1. Juli 1972 in den Markt Colmberg eingegliedert.

### Baudenkmäler
- Flachsbrechhaus, 19. Jahrhundert an der Straße nach Unterfelden[15]
- Haus Nr. 6: eingeschossiges Fachwerkhaus, teilweise massiv unterfangen, 1699[15]
- Haus Nr. 15: eingeschossiges Fachwerkhaus, rückwärts abgewalmt, um 1700[15]
- an der Ortsstraße noch zahlreiche Fachwerkscheunen und Fachwerkhäuser aus der Mitte und der zweiten Hälfte des 19. Jahrhunderts.[16]

### Einwohnerentwicklung
Gemeinde Oberfelden
| Jahr      | 1818   | 1840   | 1852   | 1855   | 1861   | 1867   | 1871   | 1875   | 1880   | 1885   | 1890   | 1895   | 1900   | 1905   | 1910   | 1919   | 1925   | 1933   | 1939   | 1946   | 1950   | 1952   | 1961   | 1970   |
| Einwohner | 161    | 159    | 153    | 138    | 156    | 154    | 139    | 128    | 144    | 157    | 155    | 144    | 133    | 122    | 136    | 153    | 148    | 139    | 127    | 208    | 201    | 191    | 132    | 118    |
| Häuser    | 33     | 33     |        |        |        |        | 32     |        |        | 33     | 34     |        | 32     |        |        |        | 34     |        |        |        | 29     |        | 27     |        |
| Quelle    | [ 18 ] | [ 19 ] | [ 20 ] | [ 20 ] | [ 21 ] | [ 22 ] | [ 23 ] | [ 24 ] | [ 25 ] | [ 26 ] | [ 27 ] | [ 28 ] | [ 29 ] | [ 28 ] | [ 30 ] | [ 28 ] | [ 31 ] | [ 28 ] | [ 28 ] | [ 28 ] | [ 32 ] | [ 28 ] | [ 12 ] | [ 33 ] |

Ort Oberfelden
| Jahr      | 001818 | 001840 | 001861 | 001871 | 001885 | 001900 | 001925 | 001950 | 001961 | 001970 | 001987 | 002007 | 002020 |
| Einwohner | 95     | 104    | 101    | 85     | 85     | 77     | 92     | 117    | 67     | 62     | 72     | 57     | 53     |
| Häuser    | 19     | 21     |        |        | 19     | 19     | 19     | 16     | 13     |        | 14     |        |        |
| Quelle    | [ 18 ] | [ 19 ] | [ 21 ] | [ 23 ] | [ 26 ] | [ 29 ] | [ 31 ] | [ 32 ] | [ 12 ] | [ 33 ] | [ 34 ] | [ 35 ] | [ 1 ]  |

## Religion
Der Ort ist seit der Reformation evangelisch-lutherisch geprägt und bis heute nach St. Ursula (Colmberg) gepfarrt. Die Einwohner römisch-katholischer Konfession sind nach St. Johannis (Rothenburg ob der Tauber) gepfarrt.